# Drepanopeziza tremulae
Drepanopeziza tremulae är en svampart som beskrevs av Rimpau 1962. Drepanopeziza tremulae ingår i släktet Drepanopeziza och familjen Dermateaceae.   Inga underarter finns listade i Catalogue of Life.